# Sajna Wielka
Sajna Wielka (niem. Groß Schrankheim) – wieś w Polsce położona w województwie warmińsko-mazurskim, w powiecie kętrzyńskim, w gminie Korsze. Wieś jest siedzibą sołectwa, do którego oprócz niej należą: Kaskajmy Małe, Sajna Mała i Studzieniec.
| SIMC    | Nazwa         | Rodzaj     |
| ------- | ------------- | ---------- |
| 0478990 | Kaskajmy Małe | przysiółek |
| 0478983 | Sajna Mała    | przysiółek |

W latach 1975–1998 miejscowość administracyjnie należała do województwa olsztyńskiego.